# Młodzieżowe Drużynowe Mistrzostwa Polski na Żużlu 2001
Młodzieżowe Drużynowe Mistrzostwa Polski 2001 – zawody żużlowe, mające na celu wyłonienie medalistów młodzieżowych drużynowych mistrzostw Polski w sezonie 2001. Rozegrano eliminacje w czterech grupach oraz finał.

## Finał
- Leszno, 14 września 2001
- Sędzia: Stanisław Pieńkowski

| Msc |                                                                                    | Drużyna / Zawodnik                                   | Biegi                     | Punkty |
| --- | ---------------------------------------------------------------------------------- | ---------------------------------------------------- | ------------------------- | ------ |
| 1   |                                                                                    | Unia Leszno                                          | Unia Leszno               | 39     |
| 1   | Łukasz Jankowski Krzysztof Kasprzak Norbert Kościuch Mariusz Fierlej Dariusz Myler | (3,3,3,3,3) (3,3,3,2,2) (1,1,0,1,2) (0,1,2,3,0) (ns) | 15 13 5 6                 |        |
| 2   |                                                                                    | BGŻ S.A. Polonia Piła                                | BGŻ S.A. Polonia Piła     | 35     |
| 2   | Jarosław Hampel Tomasz Gapiński Krystian Klecha Robert Miśkowiak Łukasz Nowak      | (2,3,3,1,wu) (2,2,3,wsu,3) (t,2,1,u) (3,2,1,3,3) (1) | 9 10 3 12 1               |        |
| 3   |                                                                                    | RKM Rybnik                                           | RKM Rybnik                | 30     |
| 3   | Rafał Szombierski Roman Chromik Łukasz Romanek Łukasz Szmid Konrad Ryszka          | (2,3,d,2,1) (3,2,2,3,2) (0,0,2,2,2) (1,1,0) (2,0)    | 8 12 6 2 2                |        |
| 4   |                                                                                    | Bractwo Polonia Bydgoszcz                            | Bractwo Polonia Bydgoszcz | 16     |
| 4   | Łukasz Stanisławski Robert Umiński Grzegorz Musiał Jakub Gabrych Michał Robacki    | (2,1,1,0,1) (1,0,1,1,0) (0,0,1) (0,0) (1,0,2,3,1)    | 5 3 1 0 7                 |        |